# Guangzhou International Women's Open 2017
Il  Guangzhou International Women's Open 2017 è stato un torneo di tennis giocato sul cemento all'aperto. È stata la quattordicesima edizione del torneo che fa parte della categoria International nell'ambito del WTA Tour 2017. Il torneo si è giocato al Guangdong Olympic Tennis Centre di Canton, in Cina, dal 18 al 23 di settembre.

## Partecipanti

### Teste di serie
| Nazionalità | Giocatrice      | Ranking* | Testa di serie |
| ----------- | --------------- | -------- | -------------- |
| Cina        | Peng Shuai      | 24       | 1              |
| Cina        | Zhang Shuai     | 28       | 2              |
| Estonia     | Anett Kontaveit | 30       | 3              |
| Ucraina     | Lesja Curenko   | 39       | 4              |
| Belgio      | Elise Mertens   | 41       | 5              |
| Francia     | Alizé Cornet    | 45       | 6              |
| Australia   | Samantha Stosur | 49       | 7              |
| Stati Uniti | Alison Riske    | 50       | 8              |

* Ranking al 11 settembre 2017.

### Altre partecipanti
Le seguenti giocatrici hanno ricevuto una Wild card:
- Peng Shuai
- You Xiaodi
- Zhang Shuai

Le seguenti giocatrici sono passate dalle qualificazioni:

- Lizette Cabrera
- Gao Xinyu
- Lesley Kerkhove
- Lu Jingjing
- İpek Soylu
- Zhang Kailin

## Campionesse

### Singolare
Zhang Shuai ha sconfitto in finale  Aleksandra Krunić con il punteggio di 6–2, 3–6, 6–2.
- È il secondo titolo in carriera per la Zhang, primo della stagione.

### Doppio
Elise Mertens /  Demi Schuurs hanno sconfitto in finale  Monique Adamczak /  Storm Sanders con il punteggio di 6–2, 6–3.